# FIGlet
FIGlet est un logiciel qui crée des bannières textuelles dans différentes polices d'écriture. Chaque caractère est composé d'un amas de plus petites lettres à la manière de l'art ASCII.
Sous licence libre, FIGlet fait régulièrement partie des distributions Unix et de ses dérivés, dont Linux et BSD, mais il a été adapté pour d'autres systèmes d'exploitation. Le site FTP comprend des versions compilées de FIGlet pour Acorn, Amiga, Apple II, Atari ST, BeOS, Macintosh, MS-DOS, NextStep, OS/2 et Windows. Le logiciel a aussi été réécrit en Java, en PHP,, en Perl,, Python, et Go.

## Exemples
Un exemple de texte créé par FIGlet apparaît ci-dessous.
```
__        ___ _    _                _ _       
\ \      / (_) | _(_)_ __   ___  __| (_) __ _ 
 \ \ /\ / /| | |/ / | '_ \ / _ \/ _` | |/ _` |
  \ V  V / | |   <| | |_) |  __/ (_| | | (_| |
   \_/\_/  |_|_|\_\_| .__/ \___|\__,_|_|\__,_|
                    |_|                       

```

Cette commande :
```
figlet -ct -f roman Wikipedia
```

crée ceci :
```
oooooo   oooooo     oooo  o8o  oooo         o8o                             .o8   o8o            
 `888.    `888.     .8'   `"'  `888         `"'                            "888   `"'            
  `888.   .8888.   .8'   oooo   888  oooo  oooo  oo.ooooo.   .ooooo.   .oooo888  oooo   .oooo.   
   `888  .8'`888. .8'    `888   888 .8P'   `888   888' `88b d88' `88b d88' `888  `888  `P  )88b  
    `888.8'  `888.8'      888   888888.     888   888   888 888ooo888 888   888   888   .oP"888  
     `888'    `888'       888   888 `88b.   888   888   888 888    .o 888   888   888  d8(  888  
      `8'      `8'       o888o o888o o888o o888o  888bod8P' `Y8bod8P' `Y8bod88P" o888o `Y888""8o 
                                                  888                                            
                                                 o888o                                           

```

Le paramètre -ct centre le texte et le force à occuper la pleine largeur du terminal. Le paramètre -f roman exige la police d'écriture roman.

## Exécution
FIGlet exécute les commandes à l'aide d'un CLI. Il imprime le résultat sur la sortie du terminal. Voici quelques paramètres :
- -f : choisir la police d'écriture
- -d : changer de dossier contenant les polices d'écriture.
- -c : centrer le texte créé.
- -l : aligner le texte créé à gauche.
- -r : aligner le texte créé à droite.
- -t : forcer le texte à occuper la pleine largeur du terminal.
- -w : imposer une largeur au texte.
- -k : forcer le crénage, c'est-à-dire l'impression individuelle de chaque lettre plutôt qu'en partie fondue dans les lettres adjacentes.